# Masdevallia wendlandiana
Masdevallia wendlandiana là một loài lan bản địa của the tropical Nam Mỹ.

## Hình ảnh

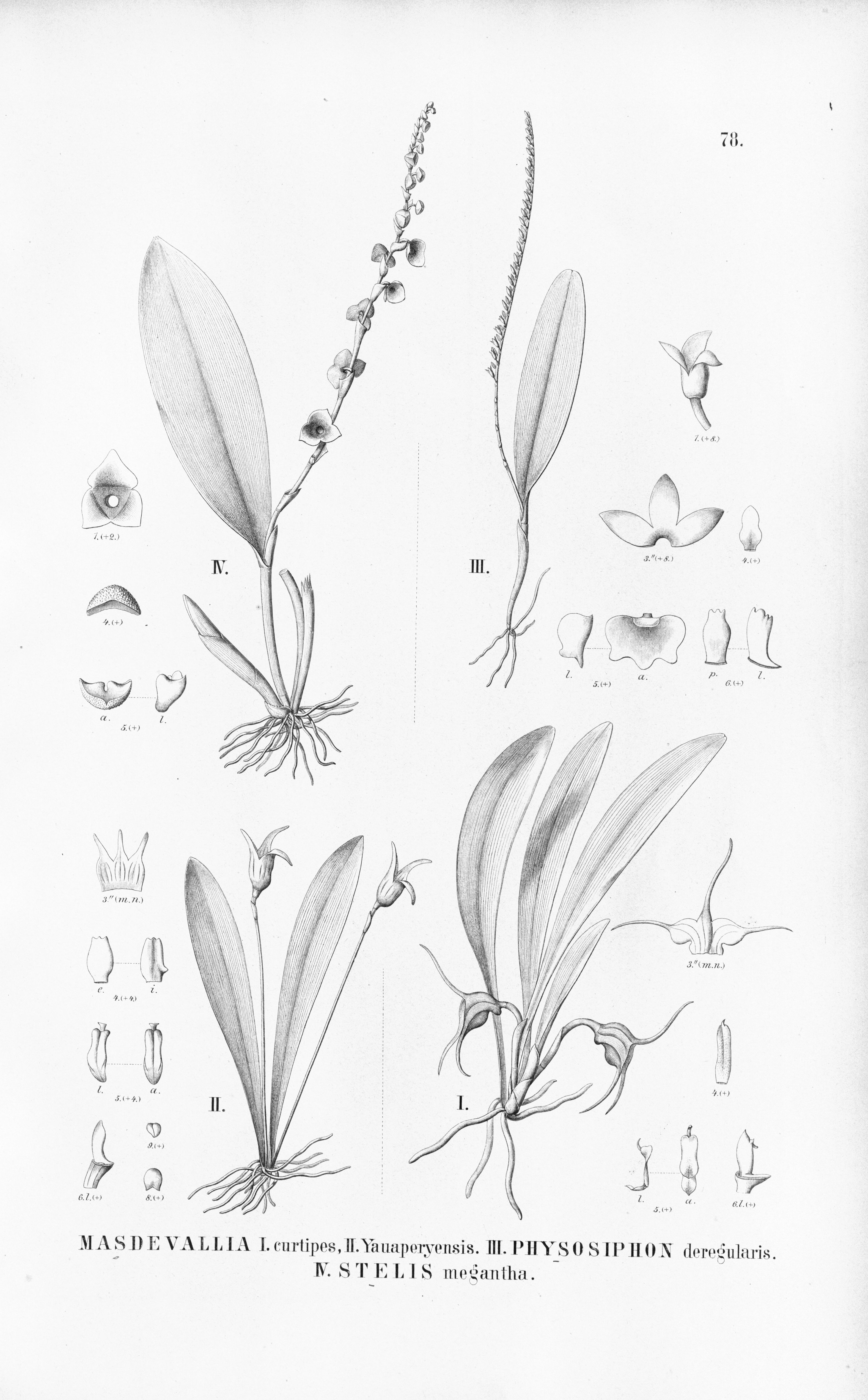
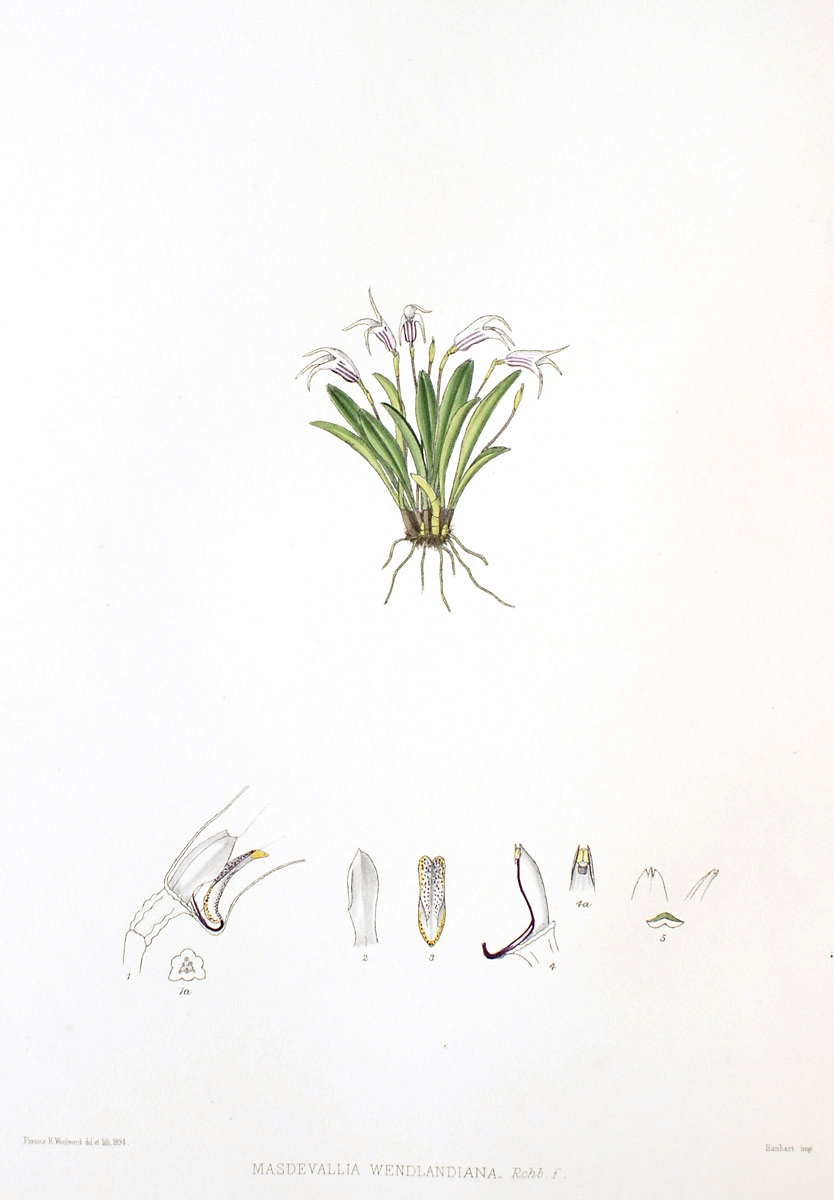
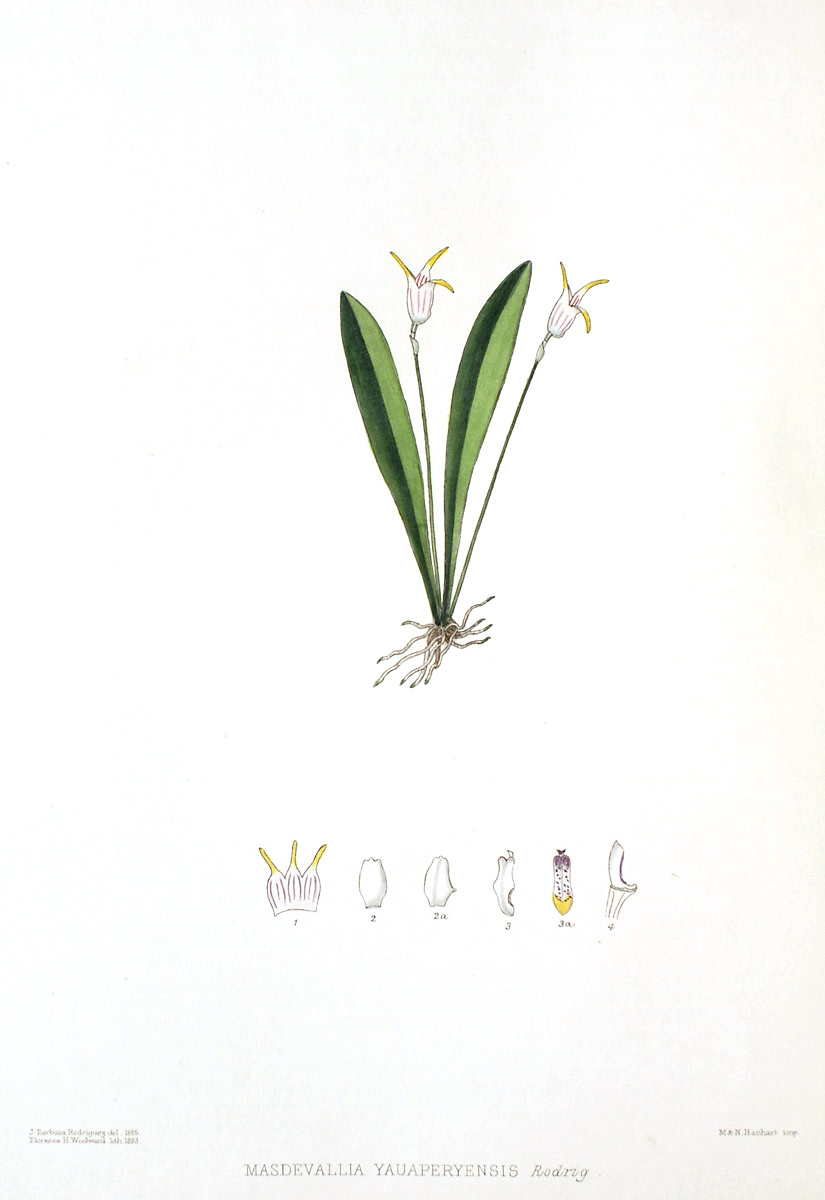